# Actrix Actrix DS
Actrix Actrix DS (Actrix DS) је био преносиви рачунар фирме Actrix који је почео да се производи у САД током 1983. године.
Користио је Z80A, опционо Intel 8088 микропроцесорску јединицу а RAM меморија рачунара је имала капацитет од 64 KB или 256 KB са 8088 процесором. 
Као оперативни систем кориштен је CP/M 80, CP/M 2.2.

## Детаљни подаци
Детаљнији подаци о рачунару Actrix DS су дати у табели испод.
|                       |                                                                                      |
| [ 1 ]                 |                                                                                      |
| Произвођач            |                                                                                      |
| Тип                   | преносиви рачунар                                                                    |
| Меморија              | 64 или 256 са 8088 процесором                                                        |
| Поријекло             | Сједињене Америчке Државе                                                            |
| Година                | 1983                                                                                 |
| Тастатура             | тастатура са пуним помаком тастера са нумеричком тастатуром и 15 функцијских тастера |
| Процесор              | - опционо Intel 8088                                                                 |
| Фреквенција процесора |                                                                                      |
| RAM                   | 64 или 256 са 8088 процесором                                                        |
| ROM                   | непознато                                                                            |
| Текст                 | 96 ASCII знакова, милих и великих слова. 7x9 матрица знакова у 9x11 блоковима        |
| Графика               | 64 графичких знакова                                                                 |
| Боја                  | једна боја наранџаста                                                                |
| Звук                  | непознато                                                                            |
| Димензије             | 33 фунте                                                                             |
| Портови               |                                                                                      |
| Оперативни систем     |                                                                                      |